# العفري (عمران)
العفري هي إحدى قرى الجمهورية اليمنية. وهي تتبع جغرافيًا لمحافظة عمران. وإداريًا لمديرية خمر. يبلغ تعداد سكانها 951 نسمة حسب الإحصاء الذي جرى عام 2004.